# Навіла
Навіла (відомий також як Ngéré Néwet, Nawila, Île Nowéla, Île Nivoula, Île Niwula Pulo) — невеликий безлюдний острів у провінції Торба Вануату в Тихому океані. 

## Географія
Навіла розташований 500 м на схід від Квакеа на архіпелазі островів Бенкс. Острів є частиною групи з трьох островів на атолі 3.2 км і 1,9 км шириною.  150 м на південь від Навіли є невеликий острівець вкритий рослинністю.